# Wąbrzeźno
Wąbrzeźno é um município da Polônia, na voivodia da Cujávia-Pomerânia e no condado de Wąbrzeźno. Estende-se por uma área de 8,53 km², com 13 749 habitantes, segundo os censos de 2017, com uma densidade de 1611,8 hab/km².